# Municipio de Springfield (condado de Bradford)
El municipio de Springfield (en inglés: Springfield Township) es un municipio ubicado en el condado de Bradford en el estado estadounidense de Pensilvania. En el año 2000 tenía una población de 1.167 habitantes y una densidad poblacional de 10.8 personas por km².

## Geografía
El municipio de Springfield se encuentra ubicado en las coordenadas 41°51′34″N 76°45′29″O / 41.85944, -76.75806.

## Demografía
Según la Oficina del Censo en 2000 los ingresos medios por hogar en la localidad eran de $36,625 y los ingresos medios por familia eran $40,333. Los hombres tenían unos ingresos medios de $27,935 frente a los $20,982 para las mujeres. La renta per cápita para la localidad era de $14,804. Alrededor del 9,3% de la población estaban por debajo del umbral de pobreza.